# Ослава (притока Сяну)
Ослава — річка в Польщі, у Сяноцькому повіті. Ліва притока Сяну (басейн Вісли).

## Опис
Довжина річки приблизно 67 км.

## Розташування
Бере початок на південному заході від села Зубряче. Спочатку тече на північний захід через Щербанівку і у Микові повертає на північний схід. Далі тече через Репедь і у Загір'ї впадає у річку Сян, праву притоку Вісли.
Населені пункти вздовж берегової смуги: Воля Мигова, Смільник, Душатин, Прелуки, Щавне, Куляшне, Височани, Мокре.